# Filmografie Emmy Thompsonové
Toto je filmografie britské herečky, komičky a scenáristky Emmy Thompsonové.

## Film
| Rok  | Název                                                               | Role                           | Režie                       | Poznámka |
| ---- | ------------------------------------------------------------------- | ------------------------------ | --------------------------- | --- |
| 1989 | Jindřich V.                                                         | Kateřina z Valois              | Kenneth Branagh             | |
| 1989 | The Tall Guy                                                        | Kate Lemmonová                 | Mel Smith                   | |
| 1991 | Znovu po smrti                                                      | Grace / Margaret Straussová    | Kenneth Branagh             | |
| 1991 | Impromptu                                                           | Claudette, vévodkyně d'Antan   | James Lapine                | |
| 1992 | Rodinné sídlo                                                       | Margaret Schlegelová           | James Ivory                 | vítězství Oscara za nejlepší ženský herecký výkon v hlavní roli                                                                    |
| 1992 | Petrovi přátelé                                                     | Maggie Chesterová              | Kenneth Branagh             | |
| 1993 | Mnoho povyku pro nic                                                | Beatrice                       | Kenneth Branagh             | |
| 1993 | Soumrak dne                                                         | slečna Kentonová               | James Ivory                 | nominace na Oscara za nejlepší ženský herecký výkon v hlavní roli                                                                  |
| 1993 | Ve jménu otce                                                       | Gareth Pierce                  | Jim Sheridan                | nominace na Oscara za nejlepší ženský herecký výkon ve vedlejší roli                                                               |
| 1994 | Junior                                                              | Diana Reddinová                | Ivan Reitman                | |
| 1995 | V žáru lásky                                                        | Dora Carringtonová             | Christopher Hampton         | |
| 1995 | Rozum a cit                                                         | Elinor Dashwoodová             | Ang Lee                     | také scenáristka vítězství Oscara za nejlepší adaptovaný scénář, nominace na Oscara za nejlepší ženský herecký výkon v hlavní roli |
| 1997 | Zimní host                                                          | Frances                        | Alan Rickman                | |
| 1998 | Barvy moci                                                          | Susan Stantonová               | Mike Nichols                | |
| 1998 | Jidášův polibek                                                     | Sadie Hawkinsová               | Mike Nichols                | |
| 2000 | Možná, miláčku                                                      | Druscilla                      | Ben Elton                   | |
| 2002 | Planeta pokladů                                                     | kapitánka Amelia (hlas)        | Ron Clements John Musker    | dabing |
| 2003 | Prokletá Argentina                                                  | Cecilia                        | Christopher Hampton         | |
| 2003 | Láska nebeská                                                       | Karen                          | Richard Curtis              | |
| 2004 | Harry Potter a Vězeň z Azkabanu                                     | profesorka Sybila Trelawneyová | Alfonso Cuarón              | |
| 2005 | Kouzelná chůva Nanny McPhee                                         | Nanny McPhee                   | Kirk Jones                  | také scenáristka |
| 2005 | Karcoolka                                                           | Lesa (hlas)                    | Cory Edwards                | dabing, malá role |
| 2006 | Horší už to nebude                                                  | Karen Eiffelová                | Marc Foster                 | |
| 2007 | Harry Potter a Fénixův řád                                          | profesorka Sybila Trelawneyová | David Yates                 | |
| 2007 | Já, legenda                                                         | Alice Krippinová               | Francis Lawrence            | |
| 2008 | Návrat na Brideshead                                                | lady Marchmainová              | Julian Jarrold              | |
| 2008 | Poslední čas na lásku                                               | Kate Walkerová                 | Joel Hopkins                | |
| 2009 | Škola života                                                        | ředitelka                      | Lone Scherfig               | |
| 2009 | Piráti na vlnách                                                    | Charlotte                      | Richard Curtis              | |
| 2010 | Kouzelná chůva a Velký třesk                                        | Nanny McPhee                   | Susanna White               | také scenáristka |
| 2011 | Harry Potter a Relikvie smrti – část 2                              | profesorka Sybila Trelawneyová | David Yates                 | |
| 2012 | Muži v černém 3                                                     | agentka O                      | Barry Sonnenfeld            | |
| 2012 | Rebelka                                                             | královna Elinor (hlas)         | Mark Andrews Brenda Chapman | dabing |
| 2013 | Nádherné bytosti                                                    | paní Lincolnová / Sarafine     | Richard LaGravenese         | |
| 2013 | Zachraňte pana Bankse                                               | P. L. Traversová               | John Lee Hancock            | |
| 2013 | Manželská rána                                                      | Kate Jonesová                  | Joel Hopkins                | |
| 2014 | Muži, ženy a děti                                                   | vypravěčka (hlas)              | Jason Reitman               | |
| 2014 | Effie Grayová                                                       | lady Eastlakeová               | Richard Laxton              | také scenáristka |
| 2015 | A Walk in the Woods                                                 | Catherine Brysonová            | Ken Kwapis                  | |
| 2015 | The Legend of Barney Thompson                                       | Cemolina                       | Robert Carlyle              | |
| 2015 | Dokonalý šéf                                                        | dr. Rosshildeová               | John Wells                  | |
| 2016 | Jeder stirbt für sich allein                                        | Anna Quangelová                | Vincent Pérez               | |
| 2016 | Dítě Bridget Jonesové                                               | dr. Rawlingová                 | Sharon Maguire              | také scenáristka |
| 2016 | The Doubt Machine: Inside the Koch Brothers' War on Climate Science | vypravěčka (hlas)              | Bruce Livesey               | dokumentární film |
| 2017 | Kráska a zvíře                                                      | paní Pottsová                  | Bill Condon                 | |
| 2017 | Moře smutku                                                         | Sylvia Pankhurstová            | Vanessa Redgraveová         | |
| 2017 | Meyerowitzovic historky (nový výběr)                                | Maureen                        | Noah Baumbach               | |
| 2017 | The Children Act                                                    | Fiona Mayeová                  | Richard Eyre                | |
| 2018 | Johnny English znovu zasahuje                                       | premiérka                      | David Kerr                  | |
| 2019 | Late Night                                                          | Katherine Newburyová           | Nisha Ganatra               | |
| 2019 | Hledá se Yetti                                                      | Dora (hlas)                    | Chris Butler                | dabing |
| 2019 | Muži v černém: Globální hrozba                                      | agentka O                      | F. Gary Gray                | |
| 2019 | How to Build a Girl                                                 | Amanda Watsonová               | Coky Giedroyc               | |
| 2019 | Last Christmas                                                      | Petra Andrichová               | Paul Fleig                  | také scenáristka a producentka |
| 2020 | Dolittle                                                            | Polynesia (hlas)               | Stephen Gaghan              | dabing |
| 2021 | Cruella                                                             | Baroness von Hellman           | Craig Gillespie             | |
| 2022 | Hodně štěstí, pane Veliký                                           | Nancy Stokesová                | Sophie Hyde                 | |
| 2022 | Láska podle plánu                                                   | Cath                           | Shekhar Kapur               | |
| 2022 | Matilda Roalda Dahla: Muzikál                                       | slečna Trunchbullová           | Matthew Warchus             | |

## Televize
| Rok       | Název                           | Role                                        | Poznámka                              |
| --------- | ------------------------------- | ------------------------------------------- | ------------------------------------- |
| 1982      | Cambridge Footlights Revue      | několik rolí                                | TV speciál                            |
| 1982      | There's Nothing to Worry About! | paní Wallyová                               | 3 díly                                |
| 1983–1984 | Alfresco                        | několik rolí                                | 13 dílů                               |
| 1984      | The Comic Strip Presents        | mladá žena                                  | díl: „Slags“                          |
| 1984      | Mladí v partě                   | slečna Money-Sterling                       | díl: „Bambi“                          |
| 1985      | Emma Thompson: Up for Grabs     | několik rolí                                | TV film                               |
| 1987      | Tutti Frutti                    | Suzi Kettlesová                             | minisérie; 6 dílů                     |
| 1987      | Fortunes of War                 | Harriet Pringleová                          | minisérie; 7 dílů                     |
| 1988      | Thompson                        | několik rolí                                | 6 dílů                                |
| 1989      | Look Back in Anger              | Alison Porterová                            | TV film                               |
| 1990      | Knuckle                         | Jenny Wilburová                             | TV film                               |
| 1990      | The Winslow Boy                 | Catherine Winslowová                        | TV film                               |
| 1992      | Cheers                          | Nanette Guzmanová (Nanny Gee)               | díl: „One Hugs, the Other Doesn't“    |
| 1994      | Modrý chlapec                   | Marie Bonnar                                | TV film                               |
| 1997      | Ellen                           | sama sebe                                   | díl: „Emma“                           |
| 1997      | Bláznivá nemocnice              | sloní žena                                  | TV film                               |
| 2001      | Vtip                            | Vivian Bearingová                           | TV film; také scenáristka             |
| 2003      | Andělé v Americe                | sestra Emily / bezdomovkyně / anděl Amerika | minisérie; 5 dílů                     |
| 2009      | QI                              | sama sebe                                   | řada F, díl: „Film“                   |
| 2010      | The Song of Lunch               | Ona                                         | TV film                               |
| 2012      | Playhouse uvádí                 | královna                                    | díl: „Walking the Dogs“               |
| 2017      | Zpupný krákal                   | Alžběta I.                                  | díl: „A Christmas Crow“               |
| 2018      | Král Lear                       | Goneril                                     | TV film                               |
| 2019      | Saturday Night Live             | sama sebe (host)                            | díl: „Emma Thompson / Jonas Brothers“ |
| 2019      | Roky a roky                     | Vivienne Rook MP                            | minisérie; 6 dílů                     |
| 2022      | Why Didn't They Ask Evans?      | lady Marchamová                             | 1 díl                                 |